# Онтонг-Джава
Онтонг-Джава (англ. Ontong Java) — атол, що лежить на північний схід від архіпелагу Соломонові острови. Географічно розташований в Меланезії, але культурно є частиною Полінезії . Адміністративно входить до складу провінції Малаїта держави Соломонові Острови. Інші назви острова — Лорд-Хау, Луангіуа, Леуангіуа.

## Назва
Назву Онтонг-Джава дав острову 1643 року нідерландський мандрівник Абель Тасман. У 1791 році капітан Хантер назвав його «група Лорд-Хау» (англ. Lord Howe's Group .

## Географія
Атол Онтонг-Джава розташований в південній частині Тихого океану на північний схід від архіпелагу Соломонові острови. Це найпівнічний острів держави Соломонові Острови. На північ від нього розташований атол Нукуману, що належить Папуа Новій Гвінеї, на південь — риф Ронкадор .
Онтонг-Джава є атолом, у центрі якого розташована велика лагуна площею 1400 км², що є найбільшою в Соломоновому морі. Площа суші складає близько 12 км², діаметр острова — близько 50 км. Максимальна довжина Онтонг-Джава — 72 км, ширина варіюється від 11 до 26 км . Найвища точка сягає всього 13 м. Атол складається з 122 маленьких острівців, або моту, тільки два з яких мають постійне населення: острова Луаніуа і Пелау . На них є прісноводні болота, які використовуються місцевими жителями для вирощування таро. Клімат на острові вологий, тропічний .
На Онтонг-Джава гніздиться велика кількість морських птахів, в тому числі, фрегатів. Мешкає велика кількість великоногів, чиї яйця охороняються законом і заборонено вживати в їжу.

## Історія
За місцевими легендами сучасні жителі Онтонг-Джава переселилися з острова Нгіуа (його точне розташування невідомо), назвавши новий будинок «Lua Ngiua», що перекладається як «Другий Нгіуа». В інших легендах говориться про те, що перші поселенці припливли з острова Коолау (Ko'olau, можливо це острови Кірибаті або Тувалу). Сучасні дані підтверджують факт тісного споріднення острів'ян з жителями Самоа і Тувалу, а також факт можливих контактів з мікронезійцями. .
Цілком ймовірно, що острів був відкритий ще в 1616 році нідерландськими мандрівниками Якобом Лемером і Виллемом Схаутеном. Однак першим європейцем, що помітив атол і дав йому назву, став інший голландський мореплавець Абель Тасман, який відкрив Онтонг-Джава в березні 1643 року . У 1791 році на острові висадився перший європеєць, Джон Хантер, який назвав атол Лорд-Хау .
Впродовж XIX століття місцеве населення вороже ставилося до чужоземців, перш за все, до іноземних торговців (в тому числі, работорговців, що з'явилися на острові в 1870-х роках) і китобоїв. У 1875 році британці обстріляли Онтонг-Джава, що стало відплатою за вбивство острів'янами команди одного з торгових суден. У квітні 1885 року над островом був встановлений протекторат Німецької імперії, а 14 листопада 1899 року управління було передано Британській імперії .
Впродовж XX століття населення острова було християнізоване, з'явилися школи і урядові установи. З 1978 року Онтонг-Джава є частиною держави Соломонові Острови і входить до складу провінції Малаїта.

## Населення
Впродовж XX століття чисельність населення Онтонг-Джава сильно змінювалася. У XIX столітті на острові оціночно проживало від 2000 до 5000 осіб, але вже в 1930-х роках чисельність населення склала всього 600 чоловік . У 1999 році на острові проживало 2370 осіб . При цьому значна частина остров'ян емігрувала на інші острови Соломонових Островів. Єдині поселення Онтонг-Джава — села Луангіуа на південному сході і Пелау на північному сході.
Незважаючи на те, що атол знаходиться в Меланезії, він населений полінезійцями. Місцеве населення розмовляє полінезійською мовою Онтонг-джава (2367 носіїв в 1999 році), який має два діалекти: луангіуа і пелау.

## Економіка
Основне заняття місцевих жителів — сільське господарство (вирощування кокосової пальми, таро, виробництво копри) та рибальство (в тому числі, вилов трепанга, який експортується в Гонконг). Значна частина продукції імпортується.
На острові діє аеродром.